# Família Amatúnio
Amatúnio (em latim: Amatunius); Amatuni (em armênio: Ամատունի) foi uma família nobre (nacarar) armênia, que surge no registro histórico no século IV.

## Vida

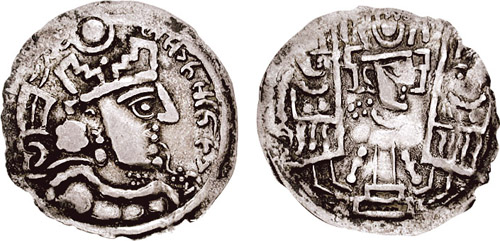
Dracma de r.

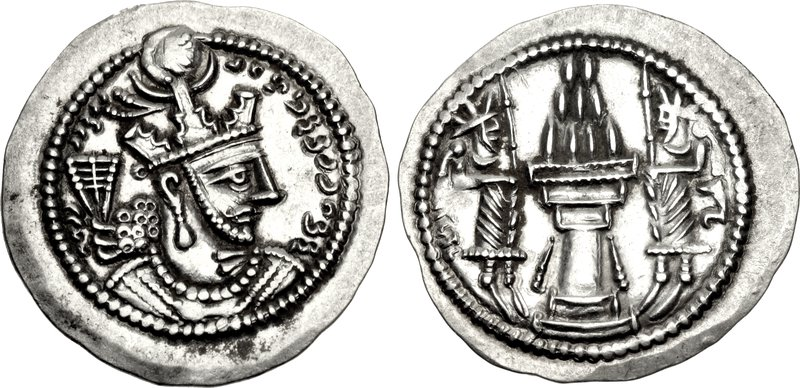
Dracma de r.

Os Amatúnios tinham origem cáspio-meda, como as casas de Mardepetacânia, Mandacúnio e Murásio, e Moisés de Corene dá espúria genealogia judaica. São registrados desde o século IV na região de Artaz, entre os lagos de Vã e Úrmia, com seu centro em Xavarxã (Šawaršan; atual Macu), e depois em Aragazócia, a oeste do Sevã, no castelo de Oxacã. A Lista Militar (Զորնամակ, Zōrnamak), o documento que indica a quantidade de cavaleiros que cada uma das famílias nobres devia ceder ao exército real em caso de convocação, omite o nome dessa família. Contudo, sua precedência dinástica e potencial militar são vistos a partir da ajuda feudal de 500 cavalos que contribuíam ao exército do rei da Armênia. Por sua vez, a Lista de Trono (Գահնամակ, gahnamak) os classifica na 15.ª posição entre as casas nobres. No reinado de Cosroes III (r. 330–339), Vaanes I e Vache I prestaram ajuda militar ao rei. Em 428, os nacarares da Armênia peticionaram ao xá Vararanes V (r. 420–438) para que destronasse Artaxias IV (r. 422–428) e abolisse os arsácidas. Para governar o país, o xá nomeia Vemir-Sapor como marzobã e confiou a tenência real a Vaanes II.
Vaanes, porém, estava entre os dinastas que protestaram contra a tentativa de Isdigerdes II (r. 438–457) de impor o zoroastrismo sobre a Armênia em 448-449 e foram chamados a Ctesifonte. Em 449, foi com Maictes e outros nobres à corte de Constantinopla para solicitar ao imperador Teodósio II (r. 408–450) apoio militar contra Isdigerdes e em 450 incitou Vardanes II a liderar a revolta contra o julgo persa. Lutou ao lado dos rebeldes, mas quando a rebelião foi derrotada, esteve entre aqueles que foram à corte em Ctesifonte e foram exilados para Hircânia. Em 482, Barsabores informou ao marzobã Adar Gusnaspe as intenções dos armênios de novamente se rebelarem.

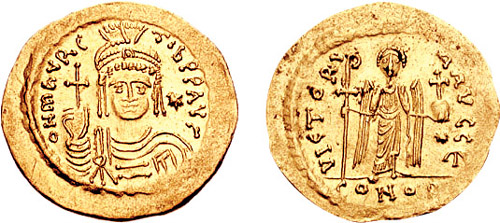
Soldo de Maurício r.

Na guerra bizantino-sassânida de 572-591, Cotite aliou-se ao xá Cosroes II (r. 590–628) devido a opressão do imperador Maurício (r. 582–602). Em 771-772, os Amatúnios participam na revolta contra o governo árabe sobre a Armênia, mas com seu fracasso foram obrigados a se refugiar na Ibéria e no Império Bizantino. Em 791, Sapor II, seu filho Hamã e cerca de 12 mil seguidores foram ao Império Bizantino, enquanto no século IX outros Amatúnios, embora ainda reinando em Artaz, aparecem como vassalos dos Arzerúnios da Vaspuracânia. Nos séculos XIII e XIV, com o nome de Vachuteã (Vačʿutean), novamente tornaram-se proeminentes na esfera de influência georgiana; sob suserania dos zacáridas Camsaracano-Palavunis, voltam a reinar em Aragazócia, bem como nas vizinhas Siracena e Niga, com a grande fortaleza de Amberde. Desaparecem do registro histórico depois disso, mas no século XVIII uma família homônima surge e foi reconhecida com sua descendente.